# شيماني
الشيماني أو الجش (القش) (الاسم العلمي: Carangoides) هو جنس من الأسماك يتبع الفصيلة الشيميات من رتبة شيميات الشكل.

## أنواع الشيماني
- شيماني أزرق الزعانف
- شيماني أصفر النقط
- شيماني خيلي
- شيماني ذهبي الحاجب
- شيماني عاري الصدر
- شيماني مستقيم الخطوط
- شيماني هدبي
- شيماني مالاباري
- شيماني متطاول
- شيماني مدرع
- شيماني برتقالي النقط